# フェリックス・ヴィートヴァルト
フェリックス・ヴィートヴァルト（Felix Wiedwald 、1990年3月15日 - ）は、西ドイツ・ニーダーザクセン州テディングハウゼン出身の元サッカー選手。現役時代のポジションはゴールキーパー。

## 経歴
1999年からヴェルダー・ブレーメンの下部組織で育つ。2009年にトップ昇格するが、ファーストチームでの出場は1試合のみにとどまった。
2011-12シーズンからMSVデュースブルクに移籍。2011年11月のアイントラハト・ブラウンシュヴァイク戦で移籍後初出場。
2015年5月、ヴェルダー・ブレーメンはヴィートヴァルトと4年契約を結んだことを発表した。ポジションを争うラファエル・ヴォルフの負傷もあってレギュラーを獲得した。
2018年6月、古巣のアイントラハト・フランクフルトへ2021年6月までの3年契約で完全移籍した。
2020年10月4日、エールディヴィジのFCエメンに移籍した。
2022年1月、SVザントハウゼンに加入した。
2022年9月、現役引退を表明した。